# Federico Álvarez
Federico Hernán Álvarez (Córdoba, 7 agosto 1994) è un calciatore argentino, difensore del Tigre.

## Carriera
Ha esordito nella massima serie argentina con il Belgrano nella stagione 2013-2014.